# Ракеты-призраки

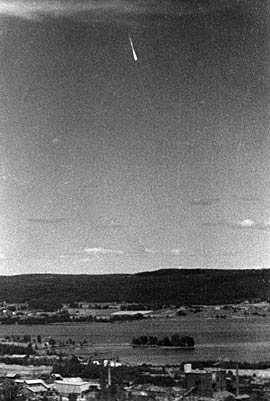
Фотография «призрачной ракеты», сделанная Э. Реутерсвордом (1946)

Раке́ты-при́зраки (англ. Ghost rockets) — журналистский термин, данный наблюдавшимся после Второй мировой войны в ряде стран (чаще всего — в Швеции) особым неопознанным летающим объектам. Своё название они получили из-за яркого света, исходившего из задней части объекта, или огненного следа, тянувшегося за ним, подобно выхлопам из сопел ракетных двигателей.

## Описание явления
В 1946 году более 2000 раз ракеты-призраки были замечены над Данией, Финляндией, Норвегией и Швецией. Затем такие объекты наблюдались и в других странах, в особенности в европейских.
Ракеты-призраки часто имели форму веретенообразную, яйцевидную, сигарообразную. Эти объекты могли маневрировать, двигаться как с очень высокими, так и с очень низкими скоростями. Поступали сообщения и о крушении призрачных ракет, на месте которых находили куски какого-то материала. Один из специалистов после обследования некоторых из них пришёл к выводу, что они представляют собой скорлупу кокосового ореха. Приблизительно в 200 случаях ракеты-призраки фиксировались радарами.

### Варианты объяснения
Выдвигалось предположение, что ракеты-призраки представляют собой советские ракеты, созданные на основе «Фау-1» и «Фау-2». На сегодняшний день считается, что 80 % случаев появления призрачных ракет объясняется, в частности, наблюдением метеоров.
Основная масса вызвавших значительный резонанс наблюдений относится к периоду становления нового ракетного оружия, которое по этой причине было объектом повышенного внимания и интереса общественности. В последующем, за некоторыми исключениями, интерес общественности к фактам наблюдений подобных явлений был невелик ввиду того, что в начавшуюся эпоху космонавтики общественность и СМИ стали более интересовать случаи наблюдения НЛО как предположительные проявления сверхвысоких технологий инопланетного разума.

### Случаи наблюдения
9 июля 1946 г. в Швеции Эрик Реутерсворд заметил призрачную ракету серебристого цвета, менявшую цвет на сине-зелёный. Он сделал фотографию объекта.
19 июля 1946 г. сообщали, что ракета-призрак вошла в озеро Колмьярв (Швеция). Также 10 июля нечто похожее упало возле пляжа в шведском городе Бьоркон, после чего остался кратер 3-футовой (0,9 м) ширины, внутри которого была пыль, обжигавшая руки.

Описание ракетоподобного объекта, данное К.Чайлзом

Описание ракетоподобного объекта, данное Д.Уиттедом

В августе 1946 г. некий метеоролог сообщал, что 10 секунд наблюдал в телескоп 90-футовый (27 метров) торпедообразный объект над Стокгольмом. У задней части объекта была конусовидная форма, из неё извергался сине-зелёный дым пополам с огненными шарами.
14 августа 1946 года в шведской газете «The Pittsburgh Press» было сообщено о трёх летчиках, погибших в лобовом столкновении с одной из ракет. Правительственные лица подготовили общенациональную программу «охоты на ракеты» и подняли по тревоге все воинские подразделения, воздушные базы и радарные станции для поиска сигарообразных «бомб-призраков». Газета «Афтонбладет» цитирует слова «следователей», что три летчика погибли вчера, когда их военный разведывательный самолет врезался в ракету недалеко от Ваггеруда, в Южной Швеции. В депеше сообщается, что радиоконтакт с самолетом прервался сразу перед столкновением и что передняя часть самолета «полностью разбита» ударом.
Один из самых известных случаев произошёл в ночь с 23 на 24 июля 1948, когда Кларенс Чайлз ( (англ.) Chiles) и Джон Уиттед ( (англ.) Whitted) вели пассажирский самолёт из Хьюстона (Техас) в Бостон (Массачусетс). 24 июля в 2:45, пролетая город Монтгомери, К. Чайлз заметил приближающийся спереди к самолёту торпедообразный объект длиной около 100 футов (30 м). По оценке пилотов объект двигался со скоростью 500—700 миль в час. Вдоль объекта Уиттед различил два ряда светящихся прямоугольников-«окон». Один из пассажиров по имени Кларенс Маккелви не спал и описал объект, также отметив наличие «окон». Объект улетел вверх и оставил после себя столб оранжевого огня.
В конце 1970-х — начале 1990-х некоторое повышенное внимание было проявлено к ракетам-призракам, испытания которых проводились в рамках бывшей засекреченной ракетно-ядерно-космической программы ЮАР, а также с того времени упоминается о наблюдениях ряда не объявляемых официально запусках ракет-носителей и боевых ракет Израиля, Пакистана, Ирака, Ирана и КНДР.
Хотя в последние десятилетия международной практикой ведущих ракетных держав стало упреждающее объявление о предстоящих датах и стартовых и целевых районах пуска ракет, ряд случаев наблюдения ракет-призраков над СССР и Россией или у их границ был очевидно связан с не объявленными официально испытаниями новых ракет, в том числе, например, случай наблюдения 9 декабря 2009 пролёта над Норвегией ракеты-призрака, предположительно в ходе испытаний российской ракеты «Булава».
Очень широкое внимание всей мировой общественности и СМИ привлёк случай предположительного старта 8 ноября 2010 г. неопознанной ракеты в районе побережья штата США Калифорния в связи с тем, что это происходило у военной сверхдержавы, располагающей в том числе мощной системой обнаружения ракетных запусков и наблюдения за воздушно-космическим пространством НОРАД. В то время как одни эксперты утверждали, что это атмосферный оптический обман наблюдения облаков или самолёта, другие склонялись к аргументам о реальной ракете, выдвигав предположения о засекреченном пуске вооружённых сил США, иностранной державы или коммерческой компании. Пентагон и другие ведомства официально отвергли факты проведения запуска ракеты правительственными или подконтрольными частными организациями США, но однозначного объяснения явления не дали.